# Saint-Lambert, Calvados

Saint-Lambert este o comună în departamentul Calvados, Franța. În 1 ianuarie 2022 avea o populație de 265 de locuitori.